# Monika Całkiewicz
Monika Joanna Całkiewicz (ur. 3 marca 1975) – polska prawniczka, radca prawny, doktor habilitowana nauk prawnych, 
profesor nadzwyczajna Akademii Leona Koźmińskiego w Warszawie, specjalistka w zakresie prawa karnego, kryminalistyki i kryminologii.

## Życiorys
Ukończyła studia prawnicze na Uniwersytecie Warszawskim. W latach 1999–2003 była asystentką na Wydziale Prawa i Administracji Uniwersytetu Warszawskiego. W latach 2002–2011 była prokuratorem Prokuratury Rejonowej Warszawa-Mokotów. Jednocześnie w latach 2006–2012 zajmowała stanowisko adiunkta w Akademii Leona Koźmińskiego. W 2003 doktoryzowała się na UW. W 2011 na podstawie dorobku naukowego uzyskała na Wydziale Prawa i Administracji UW stopień doktora habilitowanego nauk prawnych w zakresie prawa. Została profesorem nadzwyczajnym w Katedrze Prawa Karnego Kolegium Prawa Akademii Leona Koźmińskiego, a w 2012 prorektorem ds. studiów prawniczych tej uczelni. Wykonuje zawód radcy prawnego. Przez kilka lat wicedziekan Okręgowej Izby Radców Prawnych w Warszawie, a od 2020 dziekan.
W konkursach Polskiego Towarzystwa Kryminalistycznego im. prof. Tadeusza Hanauska w 2004 otrzymała nagrodę za najlepszą rozprawę doktorską, a w 2012 za najlepszą rozprawę habilitacyjną w dziedzinie kryminalistki.
Została konsultantką Rady Naukowej Polskiego Towarzystwa Kryminalistycznego. Występuje jako gość Magazynu Kryminalnego 997 prowadzonego przez Dariusza Bohatkiewicza.